# Cindy Blackman
Cindy Blackman (Yellow Springs, 18 november 1959) is een Amerikaans jazz-drummer.

## Carrière
Ze begon haar carrière als straatmuzikant in New York. Ze studeerde drie semesters aan het Berklee College of Music en was daar een leerling van slagwerker Alan Dawson. In de jaren 80 van de twintigste eeuw keerde ze terug naar New York waar ze een eigen band oprichtte. Ze oogstte veel bekendheid als drummer van Lenny Kravitz, met wie ze van 1993 tot 2004 optrad.
Ze trad onder andere op met muzikanten als Jackie McLean, Joe Henderson, Don Pullen, Hugh Masekela, Pharoah Sanders, Sam Rivers, Cassandra Wilson, Angela Bofill, Bill Laswell en Buckethead. Ze bracht acht soloalbums uit en nam in 1997 een studiefilm met de naam Multiplicity op. Tijdens de wereldtournee voor het album Strut in 2014 was ze Lenny Kravitz' drummer.

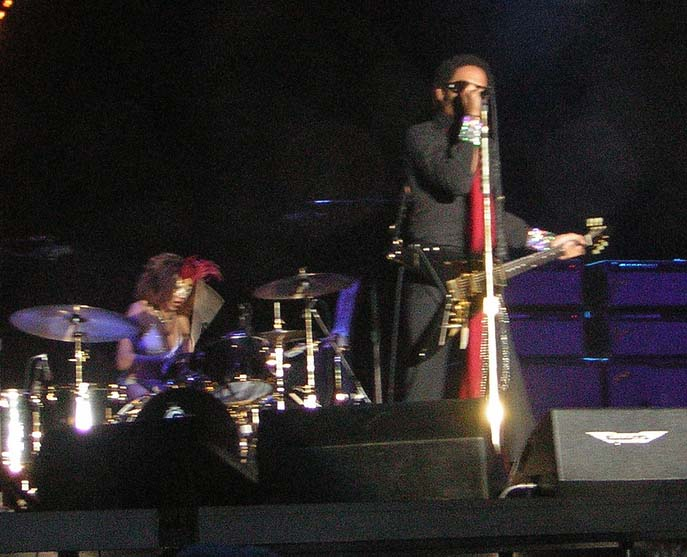
Met Lenny Kravitz (2005)
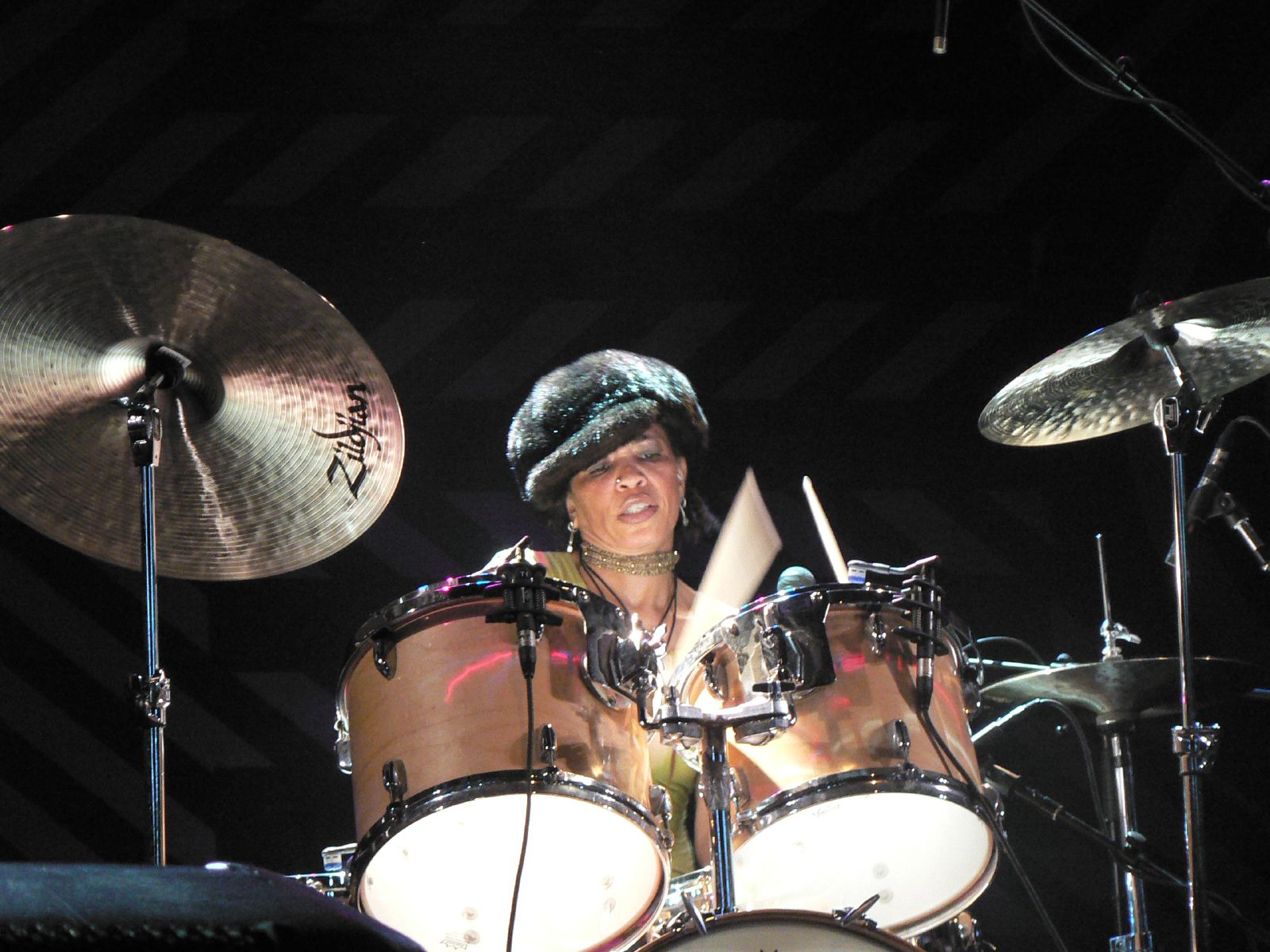
Willisau Jazz (2007)
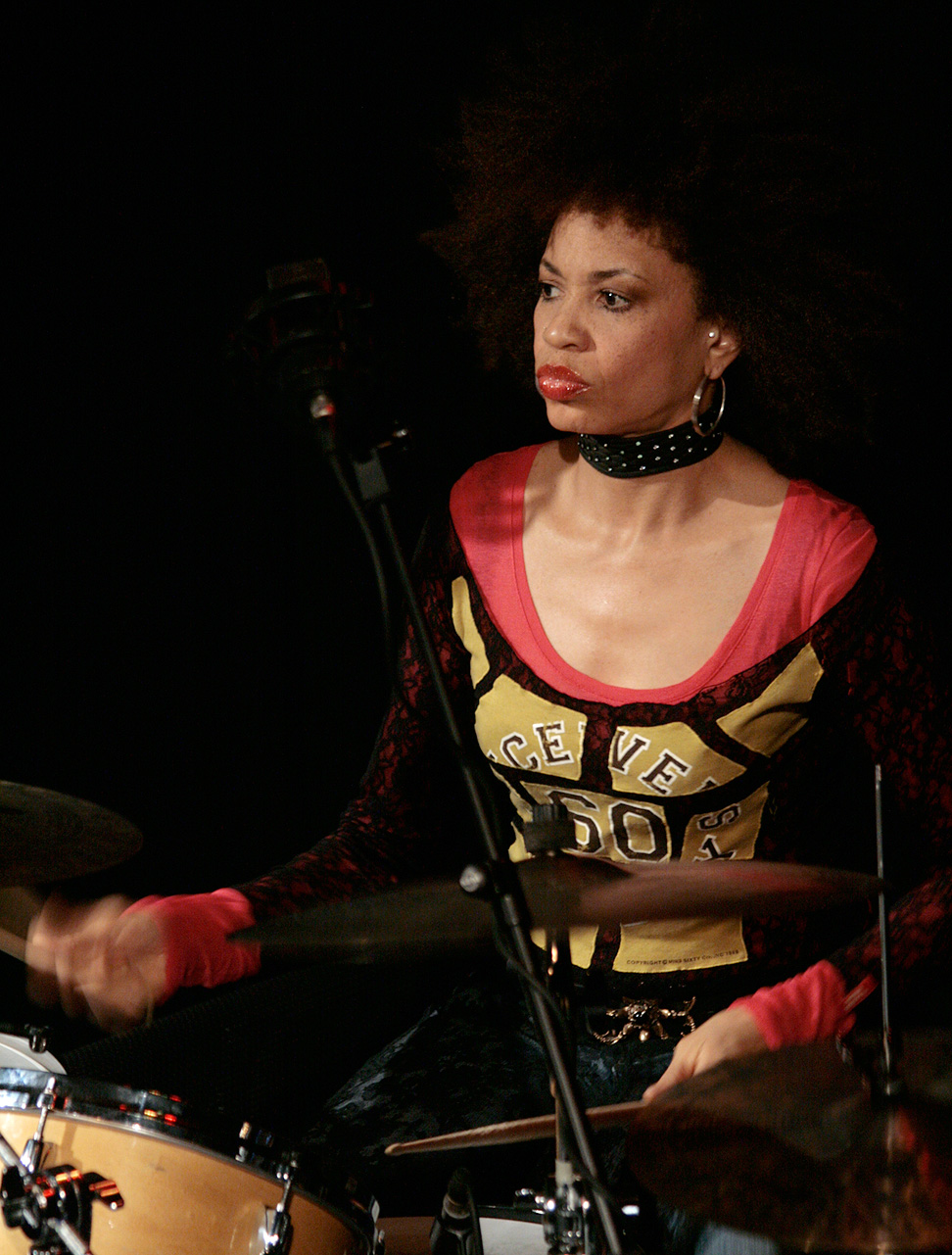
SociaLibrium, Wenen (2009)
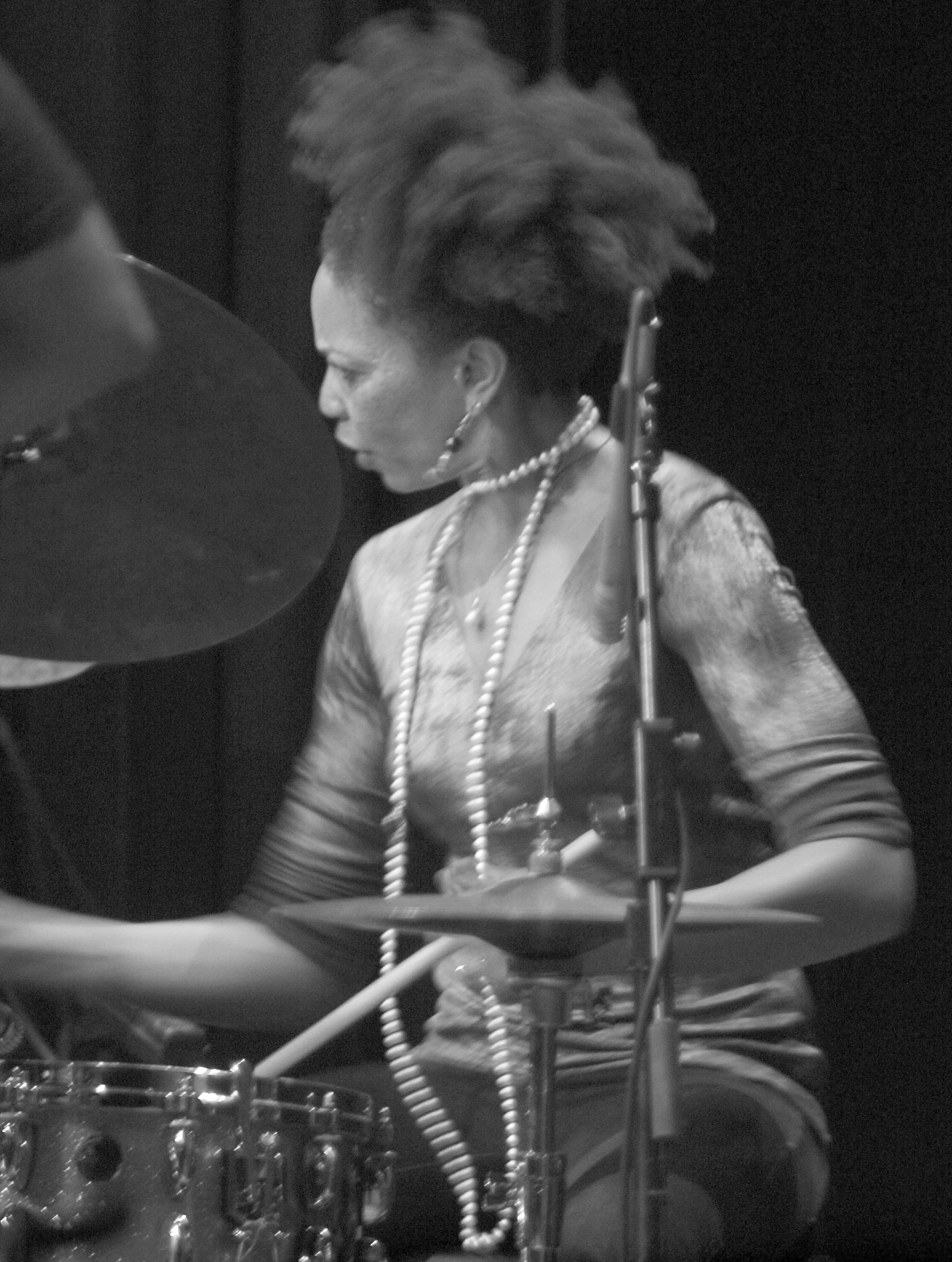
2011

## Privé
Blackman was in haar jeugd aangesloten bij een baptistenkerk. Op haar 18e werd ze aanhanger van het bahaigeloof en in 2000 begon ze aan een kaballastudie. Op 9 juli 2010 maakte ze samen met gitarist Carlos Santana tijdens een optreden bekend dat ze later dat jaar zouden trouwen. Het huwelijk vond plaats op 21 december 2010 op Maui (Hawaï).

## Discografie
- 1992 Code Red - met Steve Coleman, Wallace Roney, Kenny Barron, Lonnie Plaxico
- 1992 Arcane - met Wallace Roney, Joe Henderson, Kenny Garrett, Larry Willis, Buster Williams, Clarence Seay
- 1994 Telepathy - met Antoine Roney, Jacky Terrasson, Clarence Seay
- 1996 The Oracle - met Gary Bartz, Kenny Barron, Ron Carter
- 1998 In The Now - met Ravi Coltrane, Jacky Terrasson, Ron Carter
- 1999 Works On Canvas - met J. D. Allen III, Carlton Holmes, George Mitchell
- 2000 A Lil’ Somethin’ Somethin’ - met Kenny Barron, Gary Bartz, Ron Carter, Kenny Garrett, Lonnie Plaxico, Wallace Roney, Clarence Seay, Jacky Terrasson, Buster Williams
- 2001 Someday… - met J.D. Allen, Carlton Holmes, George Mitchell
- 2004 Music For The New Millennium - met J. D. Allen III, Carlton Holmes, George Mitchell

- Bibliothèque nationale de France: cb13931853s (data)
- Gemeinsame Normdatei: 134836898
- International Standard Name Identifier: 0000 0001 1476 7112
- Library of Congress Control Number: n92005746
- MusicBrainz: 64c02ec0-1101-4099-a019-7a05a33f9351
- Nationale Bibliotheek van Tsjechië: xx0070623
- Nationale Bibliotheek van Israël: 987007330138905171
- Système universitaire de documentation: 156624990
- Virtual International Authority File: 85759351
- WorldCat: E39PBJyxfRJdKfVc7wKGdmd4v3